# الورشة الصناعية (مقاطعة فسا)
الورشة الصناعية (بالإنجليزية: Fasa Industrial Workshops)‏ هي منطقة سكنية تقع في فارس في إيران. يقدر عدد سكانها بـ 22 نسمة .